# Homotherium
Homotherium (česky někdy dýkozubec) je rod vyhynulých šavlozubých kočkovitých šelem, který žil v Severní Americe, Jižní Americe, Evropě, Asii a Africe během pliocénu a pleistocénu (před více než 4 miliony – před 10 000 lety). Rod bývá řazen do tribu Homotheriini a větví se do několika druhů, jejichž taxonomie není úplně vyjasněná. Nálezy homotherií jsou časté z mnoha míst výskytu, ale většinou se jedná o fragmenty; celé lebky či kostry jsou dosti vzácné. Významné nálezy pocházejí z francouzského Senèze, texaského Friesenhahnu či německého Schöningenu. Zuby homotherií se zřejmě již v paleolitu používaly jako obchodní artikl.
Rod Homotherium charakterizuje relativně štíhlá a dlouhá hlava, prodloužené zploštělé špičáky s ostrými vroubkovanými hranami, dlouhý krk, vysoké přední končetiny a krátký ocas. Zadní část těla byla posazená níže než přední, siluetou tak Homotherium poněkud připomínalo hyenu skvrnitou, případně medvěda. V kohoutku měřilo přibližně 1 m a hmotnost se pohybovala okolo 190 až 200 kg. Barva srsti je známa jen z jednoho nálezu mláděte (hnědá), moderní rekonstrukce počítají s různorodou podkladovou barvou (dle biotopu) a přinejmenším náznaky skvrn. Anatomické rysy ukazují na schopnost relativně rychlého a vytrvalého běhu.
Šlo o aktivního predátora, který se živil různými tlustokožci a kopytníky. Žil zřejmě ve skupinách, jejichž členové spolupracovali při lovu. Pravděpodobně se přiživoval i na mršinách. V různých obdobích svého stratigrafického výskytu koexistoval i s mnohými hominidy, především s Homo heidelbergensis, a také s Homo sapiens. K jeho vymizení docházelo postupně. Nejprve vyhynul v Africe (před 1,5 milionu let), v Eurasii přežíval ještě před přibližně 28 000 lety a poslední jedinci zřejmě vyhynuli v Severní Americe nejpozději před 10 000 lety. Důvody vyhynutí nejsou známy, ale zřejmě šlo o komplex několika příčin – změna klimatu, úbytek lovné zvěře, konkurence jiných predátorů a mrchožroutů (především lvů a hyen) a pravděpodobně i rozmach lidí. Homotherium figuruje v několika knihách a dokumentárních filmech o pravěku, neboť šlo o jednoho z nejznámějších a nejrozšířenějších šavlozubců.

## Etymologie
Jméno Homotherium vychází z řečtiny a znamená doslova „stejná šelma“ (ὁμός = homos = stejný; θηρίον = therion = šelma, divoké zvíře). Název vymyslel a rod popsal v roce 1890 italský paleontolog Emilio Fabrini v díle I machairodus (Meganthereon) del Valdarno Superiore: Memoria. Jeho pojmenování bylo zprvu používáno jen sporadicky a skutečně se ujalo až přibližně v polovině 20. století. Zajímavé jsou pokusy o převedení jména rodu respektive tribu do národních jazyků. V češtině jsou Homotheriini nazýváni šelmy handžárovité nebo dýkozubci. Slovo dýkozubec se používá i pro rod. Oba názvy souvisejí s tím, k jaké zbrani jsou přirovnávány jejich zuby (handžár, dýka). V angličtině bývají Homotheriini většinou vydělováni z klasických saber-toothed cats a přezdíváni scimitar-toothed cats, protože jejich zuby údajně připomínají šamšír (angl. scimitar) neboli perskou šavli. V dalších světových jazycích vesměs nemají speciální jméno a jsou zahrnováni mezi klasické šavlozubé kočkovité šelmy (či nepřesně šavlozubé tygry).

## Taxonomie, fylogeneze
Homotherium je vyhynulá šavlozubá šelma, která patří do čeledi kočkovití, do podčeledi machairodonti (Machairodontinae) a do tribu Homotheriini (Homotherini), jehož je typovým rodem. Zřejmě se vyvinulo z rodu Machairodus nebo Amphimachairodus. Původní rodové jméno pro americké druhy bylo Dinobastis, dalším synonymem byl název Ischyrosmilus.
Oficiálně je popsáno mnoho druhů (specií) v rámci rodu Homotherium, ale mnohé z nich se mohou ukázat jako poddruhy a jejich taxonomie prochází postupně revizí. Několik druhů (H. nestianus, sainzelli, crenatidens, nihowanensis, moravicum, ultimum), které žily v Eurasii, je rozlišováno především na základě tvaru zubů a velikosti těla. Podle současné variability ve velikosti koček je velmi pravděpodobné, že šlo pouze o lokální formy či subspecie jednoho druhu – Homotherium latidens, i když někdy je ještě vydělován jako ranější druh H. crenatidens.
V Africe jsou rozlišovány dva druhy – Homotherium aethiopicum a hadarensis. Nicméně i ty se liší jen nepatrně od eurasijských forem.
Relativně primitivní severoamerický druh Dinobastis/Homotherium ischyrus se zřejmě od linie vedoucí k specii latidens oddělil velmi záhy. Další americký druh Homotherium serum vykazuje pokročilejší rysy. Vyskytoval se na rozsáhlém území od Aljašky po Texas. V jižních částech severoamerického teritoria žil v koexistenci se smilodonem, v severních šlo o jedinou šavlozubou kočku. Dalšími americkými druhy jsou Homotherium crusafonti, Homotherium idahoensis a Homotherium johnstoni, jejichž fosílie byly nalezeny na několika místech USA. Tyto taxony bývají někdy řazeny do druhů H. serum, případně H. ischyrus.
Homotherium venezuelensis byl zřejmě jediný zástupce dýkozubce v Jižní Americe.
Nejbližším příbuzným dýkozubců byl rod Xenosmilus a jeho jediný dosud známý zástupce Xenosmilus hodsonae, který je morfologicky na pomezí mezi oběma klasickými machairodonty, tedy smilodonem a homotheriem.

### Genetika
Studie publikovaná v roce 2017, jež zkoumala mitochondriální DNA jednoho smilodona a tří homotherií, vnesla nové světlo do taxonomie a evoluce šavlozubých koček a přinesla několik zásadních postulátů. Podčeleď Machairodontinae jednoznačně separuje od současných kočkovitých, od nichž se oddělila asi před 20 miliony let. Dále uvádí, že rody Smilodon a Homotherium jsou velmi odlišné a jejich linie se rozdělily už před 18 miliony let. Navíc podporuje předpoklady o nízké variabilitě mezi předpokládanými druhy homotherií (včetně evropských a amerických) a doporučuje všechny pozdně pleistocenní homotheria řadit do druhu H. latidens. Na základě výzkumu jaderných genomů a exomů se má za to, že linie homotherií se od ostatních kočkovitých oddělila asi před 22,5 miliony let. Analýza ukázala poměrně širokou genetickou diverzitu, což ukazuje na širší rozšíření rodu než naznačují fosilní nálezy.

## Historie a rozšíření

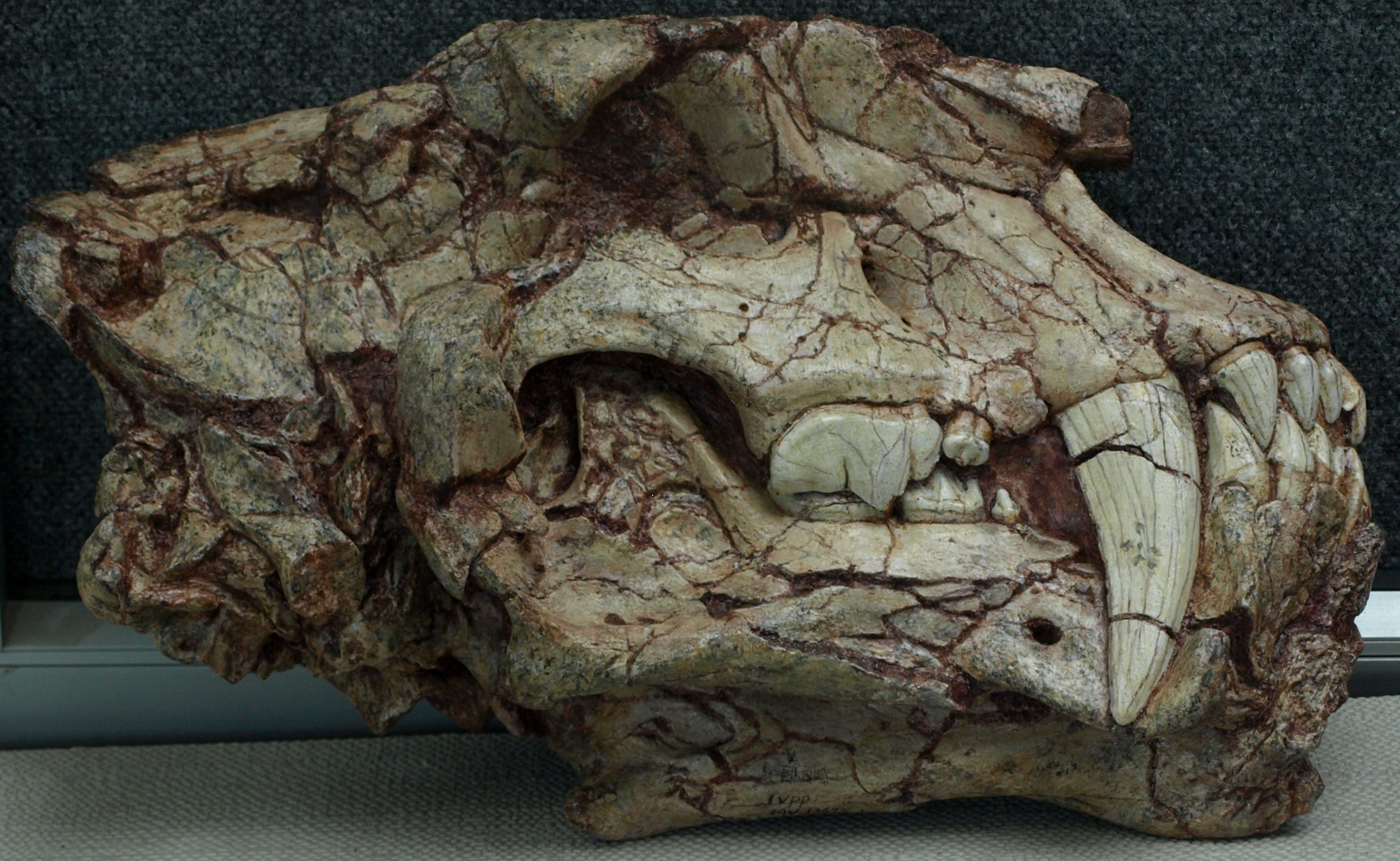
Lebka druhu Homotherium crenatidens vystavená v Čínském paleozoologickém muzeu

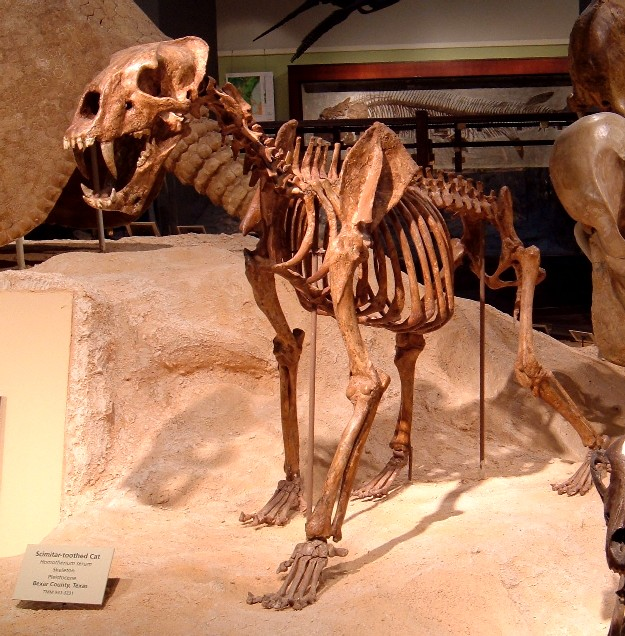
Kostra homotheria

Rod Homotherium se poprvé objevil zřejmě v Eurasii ve spodním pliocénu, nicméně někdy je jeho původ řazen až do miocénu (cca 7,2 miliony let zpět). Genetika se zdá podporovat spíše ranější dataci. Nejstarší prokazatelné nálezy máme z ukrajinských Oděských katakomb a jsou staré přibližně 4 miliony let. Zhruba stejně starý objev pochází z Koobi Fora v Keni a tudíž nelze vyloučit ani africký původ dýkozubce. Rozšířil se do velké části Eurafrasie a přizpůsobil se zde různým životním podmínkám. Během pleistocénu migroval přes Beringii do Ameriky. V Severní Americe se vyskytoval na rozsáhlém území od Aljašky po Texas. Ve všech těchto oblastech bylo objeveno poměrně značné množství fosílií v podobě kostí a zubů. Zkamenělina z Venezuely stará 1,8 milionu ukazuje, že tato šelma se spolu se smilodonem rozšířila po spojení obou Amerik v pliocénu do té Jižní. Jak dlouho přežívala tato kočka v Jižní Americe, není známo.

## Nálezy
Navzdory velkému území, na němž tento druh žil, existuje relativně málo ucelenějších nálezů, nicméně k dispozici je velké množství fragmentů. Z Francie z lokality Senèze (Auvergne) máme jednu téměř kompletní kostru, která se zachovala díky náhlému vulkanickému sesuvu. Nejznámějším nalezištěm homotherií je jeskyně Friesenhahn v Texasu, kde byly objeveny části celkem 30 koster společně se stovkami kostí mladých mamutů, mastodontů a pravlků (Canis dirus). Zastoupení homotherií v asfaltové pasti Rancho La Brea je mnohonásobně menší než počet smilodonů. Rozsahem nepatrná, ale významem zásadní je část spodní čelisti Homotherium crenatidens (resp. H. latidens) stará cca 28 000 let, jež byla vyzvednuta ze Severního moře, které bylo v době posledního zalednění rozsáhlou nížinatou a bažinatou tundrou protkanou řekami. Do tohoto nálezu se totiž předpokládalo, že Homotherium bylo již více než 270 000 let v Evropě vyhynulé. Objevy v německém Schöningenu (Dolní Sasko) přinesly nové informace ohledně koexistence dýkozubců a člověka heidelberského. Významný nález byl uskutečněn v severovýchodní Venezuele; z dehtového jezírka El Breal de Orocual zde byla v roce 2011 vyzvednuta zachovalá kostra dýkozubce druhu Homotherium venezuelensis. Na nálezy dýkozubců je bohatá i Afrika, avšak obyčejně nejde o celé kostry. Z etiopských lebek byl nicméně popsán druh H. hadarensis. V České republice byly nalezeny zuby předpokládaného druhu H. moravicum ve Woldřichově jeskyni na Stránské skále a špičák a část pažní kosti druhu H. crenatidens v krasové kapse C 718 v systému Koněpruských jeskyní.

## Charakteristika rodu

### Popis

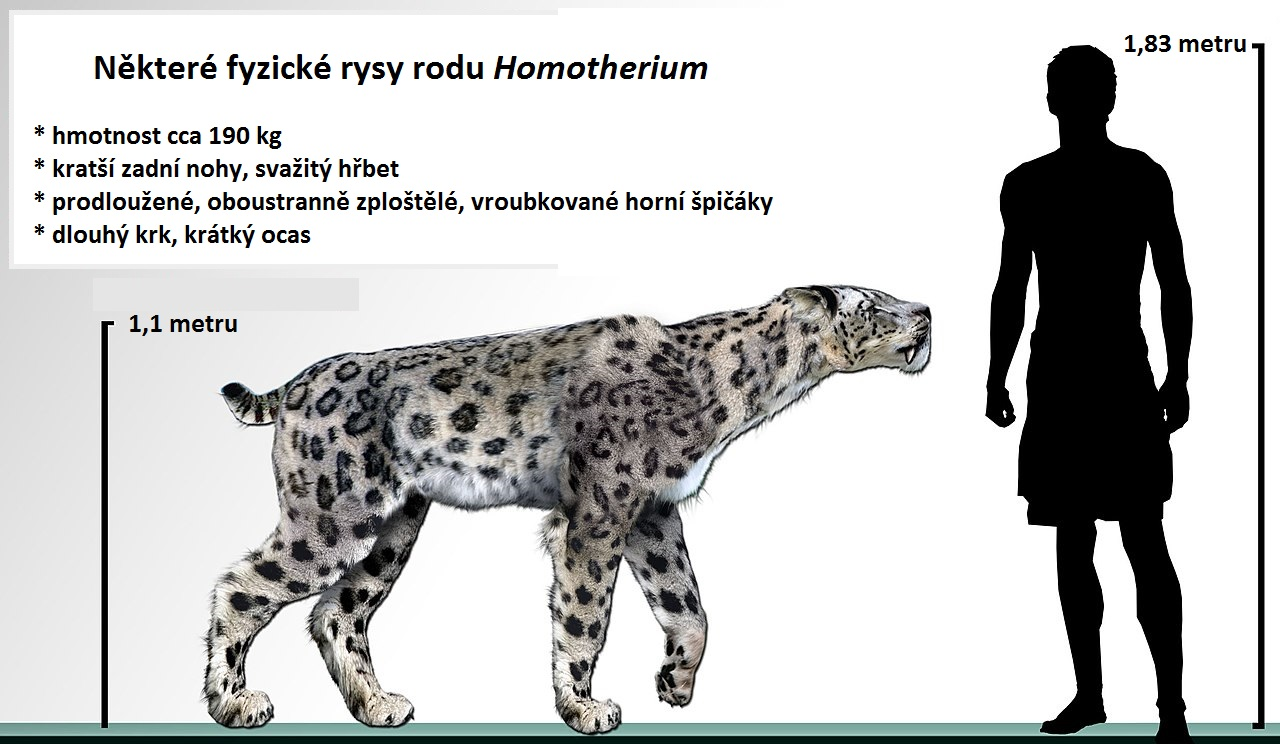
Fyzická stavba homotheria a velikostní srovnání s člověkem

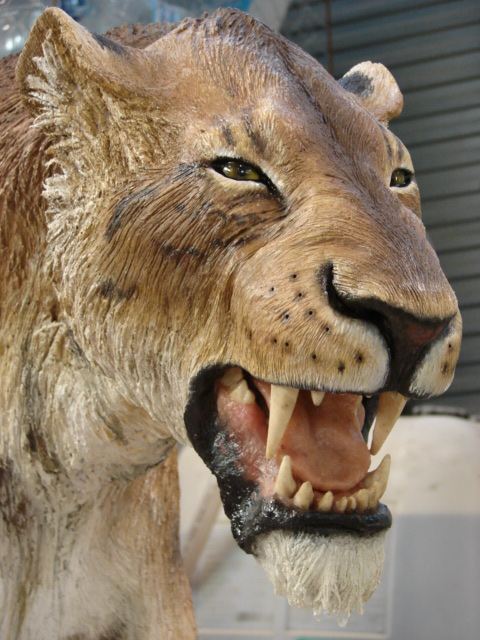
Rekonstrukce hlavy homotheria

#### Velikost
Dýkozubec byl přibližně velký jako současný lev, měl však delší krk a kratší záda. Na šavlozubou kočku bylo jeho tělo lehce stavěné. V kohoutku dosahoval výšky okolo 1 metru, přičemž nejčastěji se udává výška 1,1 metru, kterou má restaurovaná kostra ze Senèze. Vážil zřejmě okolo 200 kg, záleželo ovšem na druhu dýkozubce a typu prostředí, v němž žil. Rovněž tak záleží na způsobu, jakým vědci přistoupí k sestavování odhadu hmoty měkkých tělesných tkání. Výsledky pak oscilují v rozsahu 128 až 250 kg. Německý zoolog Helmut Hemmer píše o 300 kg či dokonce až 400 kg, naproti tomu biolog Boris Sorkin na základě zkoumání kostí největších nalezených jedinců a srovnání s morfologií hyeny skvrnité uvádí maximální hmotnost 190 kg.

#### Hlava
Lebka byla relativně úzká a dlouhá (v průměru nepatrně delší než smilodonova). Maximální délka nalezených lebek se pohybuje v rozmezí 234 až 362 mm (tedy zhruba mezi velkými levhartími až velkými tygřími), což však nevylučuje existenci větších. Čelisti mají výrazně větší předkus než u současných velkých koček. Na temeni se nachází rozvinutý sagitální hřeben, k němuž byly připevněny svaly pohybující dolní čelistí. Ta má dolů otočené přední příruby, jež chránily špičáky. Nezvykle velké nosní otvory, podobné gepardím, zřejmě umožňovaly rychlejší zisk kyslíku, který pomáhal při rychlém běhu a sloužil též k ochlazování mozku. Zrakové centrum mozku bylo ve srovnání s jinými šavlozubci rozsáhlé a složité, očnice relativně větší. Ukazuje to na schopnost skvěle vidět ve dne, ale v porovnání s většinou současných koček bylo noční vidění zřejmě slabší. Tyto morfologické charakteristiky podpořila i genetická zkoumání, když zjistila pozitivní selekce genů pro zrakové a kognitivní funkce a příjem energie.
V porovnání s jinými machairodonty (Smilodon, Megantereon) disponovali zástupci rodu Homotherium kratšími horními špičáky. Ty měly zploštělý zahnutý tvar a obě hrany byly jemně vroubkované. Část vyčuhující z dásně měřila nejméně 6,1–7,5 cm (tygří špičáky mají v průměru 5,6 cm, ale výjimečně mohou měřit až 7,5 cm). Byly přizpůsobeny spíše k sekání a řezání než k bodání. Dolní špičáky dosahovaly naopak relativně větších rozměrů (v porovnání s jinými šavlozubými šelmami a se lvem americkým) a spolu s řezáky tvořily mocný průrazný a úchopový nástroj. Z žijících koček má pouze tygr takto velké řezáky, jež pomáhají zvedat a nést kořist. Třenové zuby, především zadní, sloužily ke krájení soust. Stoličky měl dýkozubec spíše slabé a nepřizpůsobené k drcení kostí. Celkový počet zubů byl 28 a zubní vzorec 3/3 (řezáky) 1/1 (špičáky) 2/2 (třenové zuby) 1/1 (stoličky). Nálezy množství mladých jedinců z jeskyně Friesenhahn umožnily na základě srovnávacích dat vymodelovat celkem 7 fází vývoje chrupu, přičemž plně vyvinuté zuby mělo Homotherium asi po 2 letech života.

##### Síla stisku zubů
Dánský zoolog Per Christiansen, jenž se zabývá biomechanikou a funkční anatomií fosilních živočichů, zveřejnil v roce 2007 svou srovnávací studii o síle stisku současných a šavlozubých kočkovitých šelem. Jedním ze závěrů komparace bylo to, že recentní kočkovité šelmy mají v průměru silnější skus než jejich vyhynulí příbuzní (s několika výjimkami). Homotherium disponovalo absolutně i relativně malou sílou stisku. V absolutním srovnání bylo na úrovni pumy americké, v relativním na úrovni megantereonů, daleko za všemi současnými kočkovitými šelmami. Sám Christiansen nicméně upozorňuje, že výsledky je nutno brát s opatrností, neboť do nich nejsou zahrnuty některé důležité proměnné, jako třeba síla krčního svalstva.
| | Hmotnost (kg) | Délka lebky (mm) | Síla stisku špičáků (N) | Síla stisku trháků (N) | Kvocient síly stisku špičáků 1) | Kvocient síly stisku trháků |
| --- | ------------- | ---------------- | ----------------------- | ---------------------- | ------------------------------- | --------------------------- |
| Homotherium crenatidens | 192           | 300              | 459                     | 799                    | 32                              | 35                          |
| Homotherium latidens | 201           | 305              | 477                     | 755                    | 29                              | 32                          |
| Homotherium serum | 187           | 298              | 519                     | 787                    | 35                              | 35                          |
| Machairodus aphanistus | 136           | 268              | 1077                    | 1714                   | 62                              | 96                          |
| Megantereon cultridens | 106           | 257              | 298                     | 495                    | 31                              | 34                          |
| Smilodon fatalis 2) | 225           | 307              | 830                     | 1381                   | 49                              | 54                          |
| Smilodon populator 3) | 278           | 304              | 1161                    | 2258                   | 58                              | 75                          |
| Jaguár | 73            | 230              | 880                     | 1348                   | 120                             | 122                         |
| Lev | 171           | 310              | 1199                    | 1833                   | 86                              | 87                          |
| Levhart skvrnitý | 51            | 195              | 559                     | 851                    | 99                              | 98                          |
| Puma americká | 39            | 176              | 500                     | 775                    | 109                             | 110                         |
| Tygr | 147           | 289              | 1234                    | 1839                   | 98                              | 97                          |
| 1) Kvocient síly stisku ukazuje relativní velikost síly, tedy se zohledněním celkové hmotnosti. 2) Vybrán jeden (zhruba průměrný) jedinec z celkem 8 zahrnutých do studie 3) Vybrán jeden (zhruba průměrný) jedinec z celkem 6 zahrnutých do studie |               |                  |                         |                        |                                 |                             |

#### Tělo
Obecně sice vypadal dýkozubec jako velká kočka, ale měl jisté fyzické zvláštnosti. Proporce končetin mu dávaly vzezření připomínající hyenu či subtilnějšího medvěda. Přední nohy byly prodloužené a zadní část těla byla snížená se zády svažujícími se ke krátkému ocasu. Tento morfologický rys byl výraznější u amerického druhu H. serum než u euroasijského H. latidens. Tato stavba předních končetin umožňovala dýkozubci strhnout kořist při polovzpřímeném postoji. Delší krk dovoloval flexibilní natočení hlavy a čelistí vůči hrdlu ležícího zvířete při současné fixaci jeho těla tělem vlastním. Svaly na krku byly podstatně masivnější než u dnešních lvů. Drápy byly zatažitelné jen částečně (podobně jako u dnešních gepardů), čímž se lišil například od smilodona. Stavba zadních končetin ukazuje, že zvíře mohlo skákat, nicméně hůře než je u koček běžné. Oblast pánevní se podobala medvědí, ocas tvořilo 13 obratlů – zhruba o polovinu méně, než je běžné u současných dlouhoocasých koček.

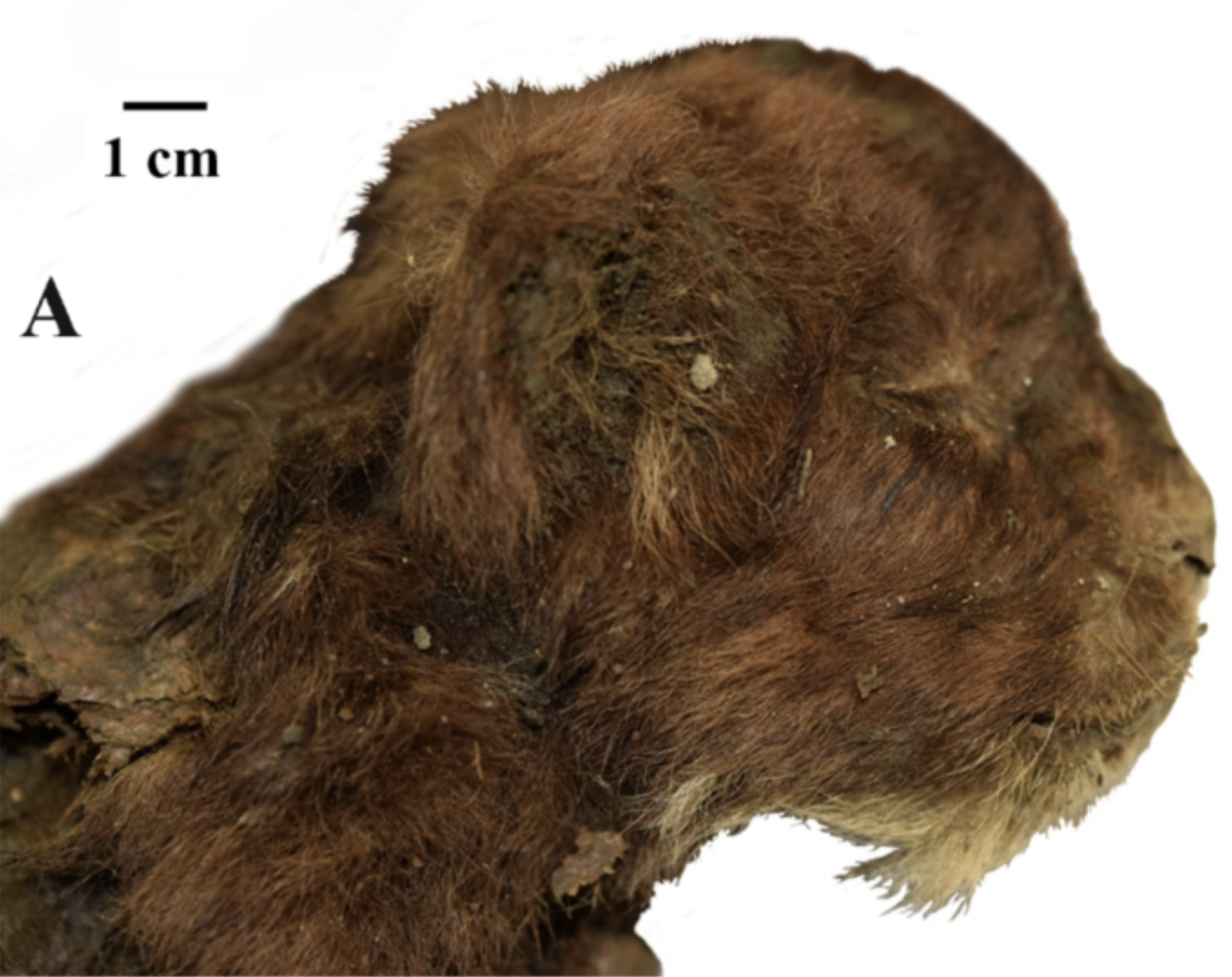
Hlava mumifikovaného mláděte nalezeného na Sibiři v roce 2020

Barva srsti je zatím známa pouze z jednoho nálezu mláděte ze sibiřského permafrostu (2020). Šlo o jedince starého asi tři týdny a byl zbarvený tmavě hnědě. Jelikož mláďata mohou mít odlišné zbarvení než dospělci, nemuseli být tito nutně zbarvení stejně. Vzhledem k typu prostředí, kde se šelma nejčastěji vyskytovala, se před tímto objevem předpokládalo poměrně světlé (světle hnědé, šedé, krémové či plavé) tónování doplněné možná místy tmavšími skvrnami různých velikostí. Ze současných šelem se mu barvou zřejmě nejvíce podobali lev a puma. Takto je většinou zobrazován i na portrétech uznávaných malířů pravěkých zvířat jako byl Zdeněk Burian či v současnosti Velizar Simeonovski, Mauricio Antón nebo Petr Modlitba. V oblasti Aljašky mohlo být jeho zbarvení kvůli přizpůsobení se sněhové pokrývce ještě světlejší.

### Ekologie a chování

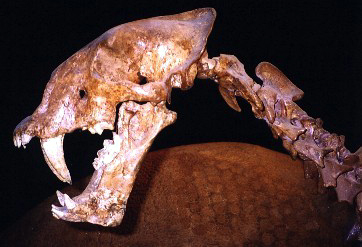
Lebka z naleziště v jeskyni Friesenhahn

Dýkozubec byl masožravec a aktivní predátor. Ze stavby jeho těla a fosilních situací je možno odvodit několik aspektů jeho života. Nejspíše obýval otevřenější stanoviště. Na rozdíl od mnoha jiných šavlozubých šelem byl zřejmě poměrně vytrvalý běžec, který dokázal kořist pronásledovat střeně vysokou rychlostí i delší dobu (avšak stále podstatně méně vytrvalý než psovití nebo hyenovití). Přinejmenším v některých oblastech žil ve skupinách, které mu dávaly konkurenční výhodu při soupeření s jedinci vlastního druhu nebo s jinými šelmami a umožňovaly mu zabíjet velkou kořist. Rozptýlené a nepříliš hojné nálezy z Evropy ze závěru středního pleistocénu však pro toto období a tuto oblast naznačují spíše samotářský život či maximálně život ve velmi malých skupinách. Pravděpodobně šlo převážně o denní zvíře.
Jeskyně Friesenhahn, která sloužila s velkou pravděpodobností jako doupě této šelmy, obsahovala zbytky více než 30 homotherií a s nimi zde došlo k objevu zbytků 300–400 mladých mamutů kolumbuských (Mammuthus columbi) a mastodontů. Většinou se jednalo o jedince staré 2 až 4 roky. Tento věk byl pro predátory ideální. Takto staří mamuti již nebyli tak bedlivě hlídaní matkou ani stádem, rádi zkoumali své okolí a zároveň byli ještě dostatečně malí, aby se dobře lovili. Kromě mamutů zde bylo nalezeno jen minimum jiné potenciální kořisti této šelmy. Ukazuje to na přinejmenším lokální loveckou specializaci.
Je sice možné, že rod Homotherium byl rozšířen především tam, kde žili tlustokožci – mamuti, mastodonti, deinotheria a nosorožci – a zaměřoval se na lov jejich mladých jedinců, nicméně naprostá specializace se předpokládat nedá. Je pravděpodobné, že se dokázal přizpůsobit místní potravní nabídce a lovil ve velké míře kopytníky (koňovité, antilopy, bizony) či požíral mršiny. Zabitá zvířata respektive jejich části mnohdy odnášel nebo spíše odtahoval do doupěte. Detailní výzkumy nálezů z Friesenhahnu zjistily, že dýkozubci svou kořist porcovali v místě zabití a především horní části končetin následně odnášeli například do jeskyně, kde mohli nerušeně žrát. Byli schopni ohlodat kosti své kořisti přibližně stejně efektivně jako současné hyeny či levharti, a tudíž jejich špičáky pro ně nepředstavovaly žádnou zásadní překážku při konzumaci masa. Vyhýbali se ovšem drcení kostí, což potvrdil výzkum jejich zubů.

#### Způsob zabíjení kořisti
To, jakým způsobem šavlozubé šelmy zabíjely svou kořist, je stále předmětem diskuze. Modelování a srovnávání s žijícími druhy nepodporují předpoklad, že se specializovaly na kořist obřích rozměrů jako byli mastodonti, mamuti a jiní tlustokožci, nýbrž nejčastěji zabíjely živočichy střední velikosti (koňovité, jelenovité, mladé jedince tlustokožců atd.). Vroubkování horních špičáků homotherií, jejich velikost, pozice v čelistech a značná masivnost řezáků naznačují, že k usmrcení kořisti, případně jejímu vážnému zranění mohlo dojít tak, že šelma prořízla oběti velké artérie (především na krku) či jí vyrvala z těla velký kus masa. Kořist následně zahynula v důsledku značné ztráty krve a šoku. Špičáky a řezáky v dolní čelisti v tomto procesu sloužily k fixaci kousané tkáně. Smrtící stisk byl rovněž umožněn fyziologií krčních obratlů, které dovolovaly flexibilnější natáčení hlavy, a tím zlepšovaly reakci šelmy na případné pohyby oběti. Důležitou roli hrály i krční svaly, které umožňovaly rázný pohyb směrem dolů a hluboké zanoření špičáků do měkkých tkání oběti.

### Soužití s hominidy
Vzhledem ke své velikosti, vybavení, možnému životu ve smečce a širokému rozšíření se předpokládá, že dýkozubec mohl patřit mezi predátory různých forem hominidů. Zároveň je ale pravděpodobné, že nešlo o jeho běžnou kořist a už vůbec ne kořist, na niž by se zaměřoval, neboť lidé a jejich předchůdci byli relativně malí, kostnatí, dobře šplhající po stromech a díky své technologii a skupinovému životu zároveň nebezpeční.
Hypotéza tvrdící, že pro rané druhy hominidů představovaly šavlozubci velmi nedostatečně ohlodané mršiny zdroj velkého množství masa, se spíše nepotvrdila, a to zvláště v případě homotheria.
Více poznatků do koexistence hominidů a dýkozubců vnesly objevy z německého naleziště Schöningen 13 II-4. Ve stejné vrstvě, z níž pocházejí nálezy druhu Homo heidelbergensis včetně několika precizně opracovaných oštěpů, se našly části kostí a zubů homotherií, což ukazuje na v minulosti často předpokládanou a tímto jednoznačně potvrzenou koexistenci hominida a šavlozubé kočky. Laboratorní zkoumání datuje objevy přibližně do doby 300 000 let př. n. l. Na úlomku humeru dýkozubce byly zjištěny četné vrypy, které ukazují, že člověk heildeberský používal kost jako nástroj.

### Vyhynutí

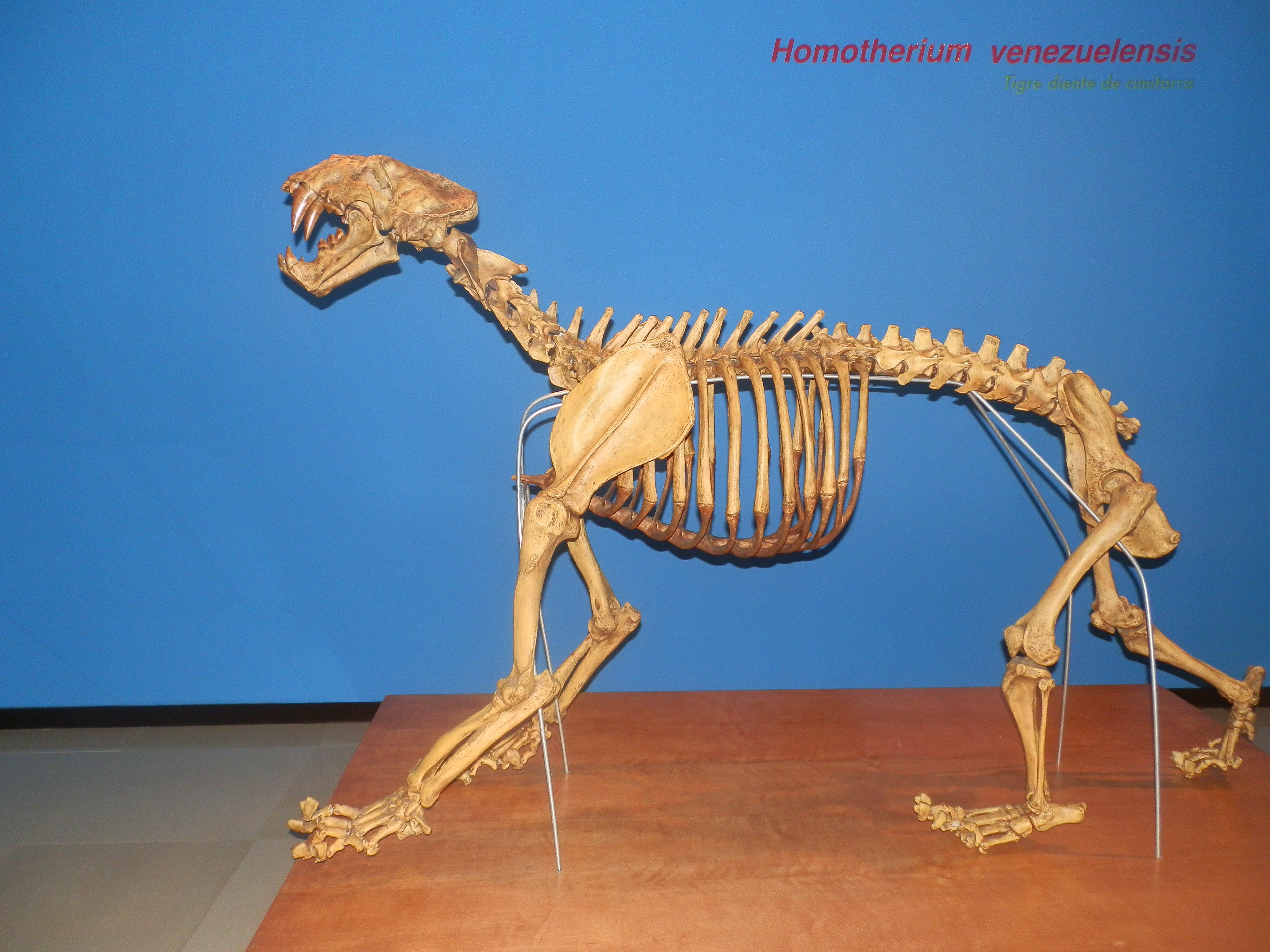
Kostra Homotherium venezuelensis

V Africe vyhynul dýkozubec relativně časně, pravděpodobně před 1,5 milionem let. V Evropě zmizeli poslední zástupci rodu Homotherium před cca 28 000 lety, přičemž je pravděpodobné, že už dlouhou dobu předtím byli poměrně vzácní. V Severní Americe přežívaly poslední exempláře ještě na konci pleistocénu, tedy před 10 000 lety.
Důvody vymření této kočkovité šelmy nejsou zcela zjevné, předpokládá se, že šlo o kombinaci několika faktorů. Zřejmě za nimi stojí výrazný úbytek tlustokožců a velkých kopytníků ze stepí pleistocenní Ameriky a Eurasie související se změnami klimatu. Dalším důvodem mohla být vzrůstající konkurence kočkovitých šelem z rodu Panthera, především lvů pustinných, jeskynních a amerických, kteří byli univerzálnější, silnější a pravděpodobně i inteligentnější než homotheria. V soupeření o mršiny mohly být homotheriím silnými konkurenty v organizovaných skupinách žijící hyeny (např. Crocuta crocuta praespelaea, C. c. ultima a Parahyaena brunnea mosbachensis). Ve východní Asii se vyhynutí druhu Homotherium ultimum ve středním pleistocénu zhruba kryje s nástupem velké tygří formy Panthera tigris acutidens. Svou roli mohlo hrát i šíření pokročilých druhů hominidů, jejichž rozmach se pozoruhodně shoduje s mizením homotherií z jednotlivých oblastí. Dýkozubci tak vymírají v Africe přibližně v době, kdy se tam šíří Homo ergaster, v Evropě s úspěšným postupem Homo heidelbergensis, případně Homo sapiens a v Americe s příchodem Homo sapiens.

## Kultura

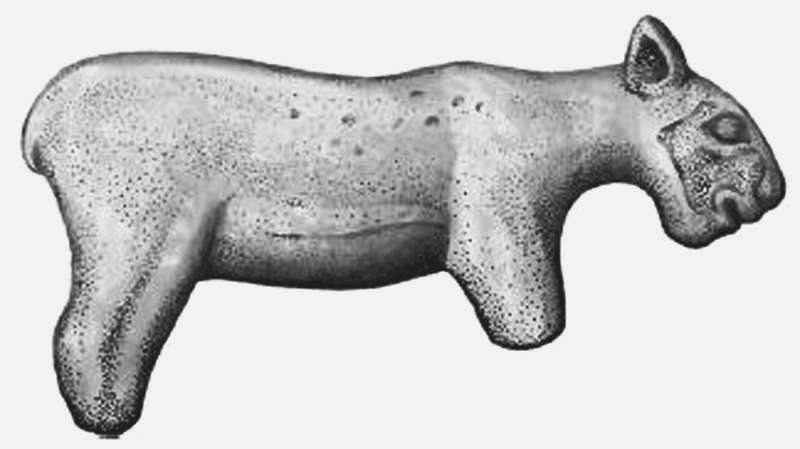
Kresba sošky velké kočkovité šelmy z období paleolitu nalezená v jeskyni Isturitz. Jde zřejmě o lva jeskynního, ale vyloučit nelze ani dýkozubce.

Šavlozubé šelmy, resp. jejich pozůstatky vzbuzovaly již v pravěku respekt a zájem lidí a byly předmětem obchodu či námětem k uměleckým výtvorům. Podle nálezu z anglického Kents Cavern (Devon) se usuzuje, že zuby homotheria mohly patřit mezi paleolitické obchodní artikly resp. mohlo jít o jakési talismany či druh pohřební výbavy. Takzvaná soška z jeskyně Isturitz (jihozápadní Francie) objevená v roce 1896 byla dlouho považována za zpodobnění lva jeskynního (Panthera spelea). Avšak český zoolog a paleontolog Vratislav Mazák přišel v roce 1970 s tvrzením, že jde o dýkozubce Homotherium latidens. Tato interpretace byla nejprve zavržena kvůli tomu, že druh měl být v době vzniku sošky již dávno vymřelý, ale nálezy z poslední doby ukazují, že Mazák mohl mít pravdu. Nicméně přední odborníci se po důkladném rozboru anatomie těla dýkozubce a lva jeskynního přiklání k variantě, že jde o mládě lva.
Velké oživení zájmu o šavlozubé šelmy a tedy i o Homotherium nastal v souvislosti s rozmachem paleontologie v průběhu 20. století. Zvíře vystupuje v knize Den svarta tigern (Černý tygr, 1978) doyena moderní paleontologie Björna Kurténa, zvláště v pasáži, kde pár homotherií za použití zvláštní taktiky loví mládě mamuta. Homotherium nazývaný „scimitar“ se objevil v britském seriálu Wild New World (Divoký nový svět, v Americe nazýváno Prehistoric America), mj. jak se pokouší lovit mastodonta. Je rovněž jedním ze zvířecích hrdinů v dokumentu Monsters We Met (Monstra, jež jsme potkávali).